# À l'ancienne
À l'ancienne és una pel·lícula de comèdia francesa de 2024 dirigida per Hervé Mimran. Aquest és un nova versió de la pel·lícula Despertant en Ned de 1998, dirigida per Kirk Jones. Tot i que la història té lloc a Irlanda, la sinopsi és força idèntica a la pel·lícula original.
Es va projectar per primer cop al Festival de Cinema Francòfon d'Angulema el 28 d'agost de 2024. S'ha doblat al català.